# Pramet
Pramet là một đô thị thuộc huyện Ried im Innkreis thuộc bang Oberösterreich, Áo. Đô thị Pramet có diện tích 13,85 km², dân số thời điểm năm 2006 là 977 người.